# Misodendrum angulatum
Misodendrum angulatum là một loài thực vật có hoa trong họ Misodendraceae. Loài này được Phil. mô tả khoa học đầu tiên năm 1865.